# Testament (Boudewijn de Groot)
Testament is een nummer van Boudewijn de Groot, afkomstig van het album Voor de overlevenden. Het staat tevens op de B-kant van de single Het Land van Maas en Waal. De Groot wordt begeleid door een orkest onder leiding van Bert Paige. Het grootste deel van de tekst is geschreven door Lennaert Nijgh. De Groot vond een deel van de tekst echter niet bij hem passen en schreef de tekst van het couplet beginnend met "Voor mijn ouders is het album met de plaatjes" zelf.
De ik-persoon in het nummer kijkt terug op zijn jeugdjaren aan de hand van een testament. Familieleden (vals getuigen), vrienden (jatten) en vriendin (bedriegen) krijgen er bijna allemaal van langs in de vorm van een nalatenschap, maar tegelijkertijd schrijft hij dat hij zelf ook nog iets houdt, te weten goede herinneringen. Verloren idealen spelen ook een rol. 
- In de Top 2000 van Radio 2 is het een terugkerend succesnummer. Van 2002 tot en met 2005 stond het op de 31e positie.
- Top 60 jaren 60, eveneens van Radio 2, heeft een top vier van nummers die met elkaar stuivertje wisselen sinds 2003, waarbij dit lied de vierde en in 2004 de tweede plaats innam.[1]

## Hitnoteringen

### Notering in NPO Radio 5 Evergreen Top 1000
| Evergreen Top 1000 "Testament" | Evergreen Top 1000 "Testament" | Evergreen Top 1000 "Testament" | Evergreen Top 1000 "Testament" | Evergreen Top 1000 "Testament" | Evergreen Top 1000 "Testament" | Evergreen Top 1000 "Testament" | Evergreen Top 1000 "Testament" | Evergreen Top 1000 "Testament" | Evergreen Top 1000 "Testament" | Evergreen Top 1000 "Testament" | Evergreen Top 1000 "Testament" | Evergreen Top 1000 "Testament" | Evergreen Top 1000 "Testament" | Evergreen Top 1000 "Testament" | Evergreen Top 1000 "Testament" | Evergreen Top 1000 "Testament" | Evergreen Top 1000 "Testament" |
| Jaar                           | 2008                           | 2009                           | 2010                           | 2011                           | 2012                           | 2013                           | 2014                           | 2015                           | 2016                           | 2017                           | 2018                           | 2019                           | 2020                           | 2021                           | 2022                           | 2023                           | 2024                           |
| ------------------------------ | ------------------------------ | ------------------------------ | ------------------------------ | ------------------------------ | ------------------------------ | ------------------------------ | ------------------------------ | ------------------------------ | ------------------------------ | ------------------------------ | ------------------------------ | ------------------------------ | ------------------------------ | ------------------------------ | ------------------------------ | ------------------------------ | ------------------------------ |
| Positie                        | 328                            | 17                             | 8                              | 8                              | 7                              | 11                             | 13                             | 29                             | 19                             | 30                             | 27                             | 30                             | 35                             | 33                             | 27                             | 33                             | 29                             |

### NPO Radio 2 Top 2000
| Nummer met noteringen in de NPO Radio 2 Top 2000 | '99 | '00 | '01 | '02 | '03 | '04 | '05 | '06 | '07 | '08 | '09 | '10 | '11 | '12 | '13 | '14 | '15 | '16 | '17 | '18 | '19 | '20 | '21 | '22 | '23 | '24 |
| ------------------------------------------------ | --- | --- | --- | --- | --- | --- | --- | --- | --- | --- | --- | --- | --- | --- | --- | --- | --- | --- | --- | --- | --- | --- | --- | --- | --- | --- |
| Testament                                        | 40  | 41  | 51  | 31  | 31  | 31  | 31  | 42  | 54  | 39  | 86  | 92  | 130 | 170 | 202 | 211 | 249 | 247 | 277 | 256 | 197 | 268 | 265 | 265 | 323 | 345 |

1. ↑  Een vetgedrukt getal geeft de hoogste notering aan.

Alles wat ademt · Avond · De nachtwacht · Élégie prénatale · Het Land van Maas en Waal · Ik doe wat ik doe · Jan Klaassen de trompetter · Liefde van later · Malle Babbe · Prikkebeen · Pastorale · Strand · Testament · Verdronken vlinder · Welterusten, meneer de president